# C-245
La carretera C-245 es una carretera comarcal con origen en Castelldefels y final en Esplugas de Llobregat. Conecta los municipios de Castelldefels, Gavá, Viladecans, San Baudilio de Llobregat, Cornellá de Llobregat y Esplugas de Llobregat. Tiene una longitud de . Esta carretera se cruza con la carretera C-234, el río Llobregat, la línea de alta velocidad Madrid-Zaragoza-Barcelona-Frontera francesa (viaducto de Sant Boi de Llobregat), los Ferrocarriles de la Generalidad de Cataluña (línea Llobregat - Anoia) y la autovía Autovía del Nordeste (A-2).

## Características
Vía de doble sentido. A lo largo de su recorrido presenta tramos de entre tres y cuatro carriles.
Sin diferenciar entre los distintos tramos, por la C-245 circulan las líneas de autobús urbano L74, L78, L80, L81, L82, L85, L86, L87, L88, L96 y L97 y las líneas de tranvía T1, T2 y T3. Estos transportes no están disponibles a lo largo de toda la C-245, sino que cubren distintas secciones de la misma.

## Historia
La carretera comarcal se construyó con el objetivo de conectar la parte suroeste del territorio de Barcelona. Debido al crecimiento demográfico entre los años 1950 y 1975 se construyó la autopista C-32 paralela a la C-245 para permitir más tráfico de mercancías y viajes de largo recorrido. La C-245 ha sido estudio de varios proyectos con distintos planteamientos de transporte público e integración urbana.
En el año 1991 se redactó un proyecto de remodelación cuya ejecución debía estar terminada en el año 1992 coincidiendo con los Juegos Olímpicos de Barcelona. Fomento recoge dicha iniciativa en el año 1993 con «Las Directrices para el Planeamiento de las Infraestructuras en el Delta del Llobregat».
El 10 de mayo de 1994 la Demarcación de Carreteras del Estado en Cataluña emite la Orden de Estudio del «Estudio Informativo. Prolongación de la Autovía del Baix Llobregat», iniciándose de esta forma el trámite administrativo que lleva a la redacción de dicho estudio. El 8 de junio de 1994 se publica en el BOE los plazos de redacción de proyecto y ejecución de la obra dentro del planeamiento de infraestructuras del Delta del Llobregat. Entre 1994 y 1996 se debía de haber redactado el proyecto y ejecutado la obra del enlace de la C-32 (antiguamente A-16) con la A-2, lo que se conoce como la «Pota Sud». Este plazo no se cumplió.
El 23 de noviembre de 1999 aparece la Resolución de la Dirección General de Carreteras, por la que se aprueba la Orden de Estudio del Estudio Informativo. «Prolongación de la Autovía del Baix  Llobregat. Tramo: Ronda Litoral – Autopista A-16».
Con fecha 16 de noviembre de 2001, la Secretaría de Estado de Infraestructuras aprobó provisionalmente el Estudio Informativo de la Prolongación de la Autovía del Bajo Llobregat. Tramo: Cinturón Litoral – Autopista A-16 de clave EI-4-B14. Posteriormente, éste fue sometido al trámite de Información pública y oficial mediante anunció que se publicó en el Boletín Oficial del Estado en fecha 18 de febrero de 2002.
En el año 2003 se acordó de nuevo la construcción del enlace de la «Pota Sud» para prolongar la autovía C-32. Con este acuerdo se podía pasar a redactar el nuevo proyecto. La previsión del inicio de las obras estaba fijada en el 2005. El 18 de junio de 2003 se publica el informe ambiental del estudio El-4-B14 aprobado el 16 de noviembre de 2002. El 14 de julio de 2003 se aprobó el estudio informativo El-4-B14 completo.
En el año 2005 se licitó y adjudicó la redacción del proyecto con base en la información del estudio El-4-B14.
En el año 2008 se planteó la conversión de la C-245 en una calle urbana. El proyecto bajo estudio consiste en añadir carriles bus en plataforma reservada y carril bici en plataforma segregada.
En el año 2009, tras 16 años de espera desde el primer comunicado en el BOE, se comenzaron las obras de prolongación de la C-32 y conexionado con la A-2 (ronda litoral) a través de la C-245. Las obras fueron adjudicadas en diciembre del 2008.
En el año 2010 se detienen las obras de la «Pota Sud».
En marzo del año 2014 se retoman las obras con la intención de terminarlas entre finales de 2015 y junio del año 2016 y una inversión total de entre 44 y 56,6 millones de euros. La ministra de Fomento Ana Pastor indicó que esta vez las obras no se pararían puesto que sólo se retomaban si había dinero para terminarlas.
El 14 de agosto de 2014 el acceso a San Baudilio de Llobregat en sentido Cornellá de Llobregat quedó cerrado.
En el año 2015 se detuvo de nuevo la realización de la «Pota Sud».
En agosto de 2016 se licita el proyecto por el cual se crearían carriles para autobús y carriles para bicicleta. La longitud del trayecto está planificada en 13-15 km, desde Castelldefels hasta Cornellá de Llobregat. El proyecto de construcción cuenta con un presupuesto de 26,3 millones de euros. La redacción del proyecto de carriles bici y bus se adjudicó el 13 de diciembre de 2016 y fue firmada el 20 de enero de 2017. Cuenta con un plazo de 9 meses y un presupuesto de 531.000 euros. Las empresas adjudicadas son Bac Engineering Consultancy Group, SOLA GORI Serveis de Arquitectura i Urbanisme,  TECMOSIENA y la UTE AIE. Para poder completar la ejecución de esta obra es necesario que la variante de la C-245 sea finalizada. Los carriles reservados pueden en un futuro convertirse en líneas de tranvía extendiendo la T1 desde Cornellá de Llobregat.
En abril de 2017 se quiso reanudar el trabajo en la «Pota Sud». Con la entrada en preconcurso de acreedores de la empresa adjudicataria Isolux Corsán el desarrollo de la obra permaneció congelado.
En junio de 2017 la Generalidad de Cataluña acordó traspasar el tramo que discurre por Esplugas de Llobregat al ayuntamiento de dicha localidad. Con motivo de dicho traspaso se realizarán obras de mejora tales como una repavimentación y posteriormente mejoras de movilidad sostenible con un carril bici segregado.
En julio de 2017 los ayuntamientos afectados por el acceso cerrado en el año 2014 mandaron una misiva al Ministerio pidiendo reabrir el acceso antes del inicio del curso escolar 2017-2018. Otras demandas descritas en la carta fueron: firmar junto con la Diputación de Barcelona un convenio para, mientras la obra de la C-245 permanece parada, desdoblar el ramal entre la BV-2002 y la A-2 y un calendario sobre el nuevo proceso de licitación para las obras que conectan la variante de la C-245 con la C-32 y A-2.
El 29 de agosto de 2017 el Ministerio de Fomento del Gobierno de España informa de su decisión de redactar un nuevo proyecto para las obras pendientes y licitarlo, con el consiguiente retraso adicional de como mínimo un año a contar desde la licitación, tal y como se indica en la carta remitida por el Ministerio a los ayuntamientos afectados. A fecha de 6 de octubre de 2017 todavía no se sabe nada de la rescisión del contrato anterior para permitir una nueva licitación por lo que toda la obra permanece bloqueada por tiempo indefinido.

En noviembre de 2017 se reabrió el acceso a San Baudilio de Llobregat y BV-2002, tras dos meses de trabajo y estar más de tres años cerrado.

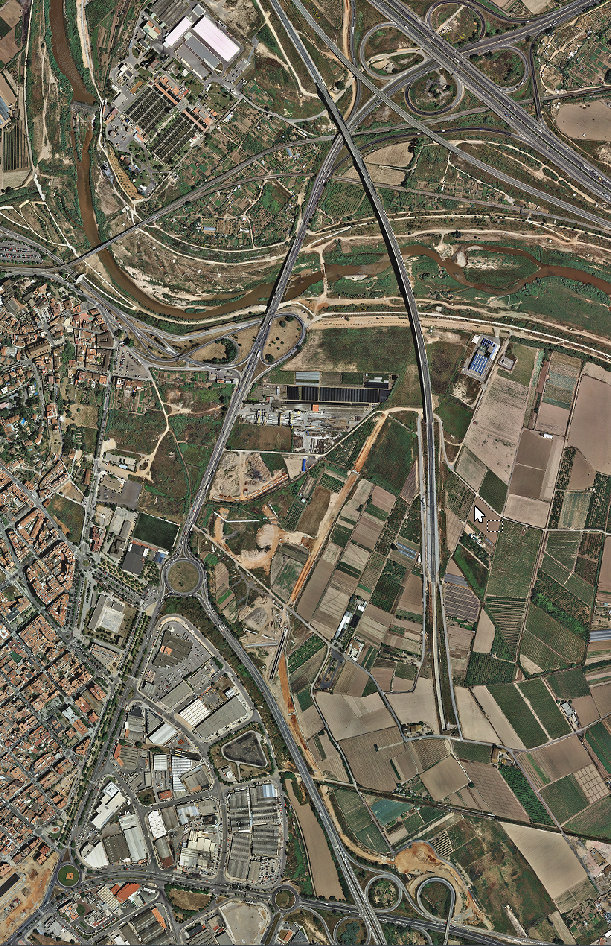
Estado de las obras de la variante de la C-245 en el año 2010.
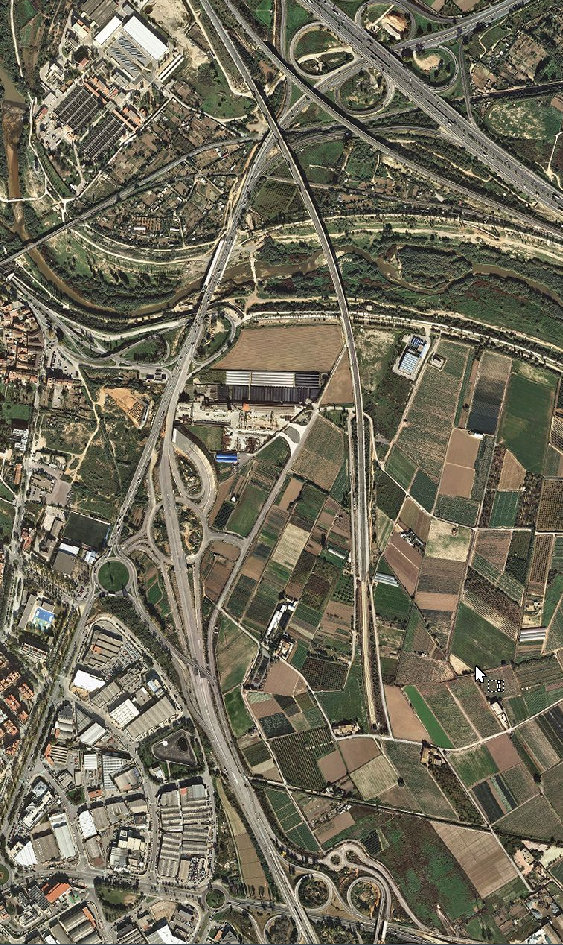
Estado de las obras de la variante de la C-245 en el año 2016.

## Críticas
Las principales críticas de esta carretera se concentran en el retraso en la ejecución de la variante C-245 cuyos planes ya aparecían a principios de los años 90 del siglo XX. La rotonda de «La Parellada» de San Baudilio de Llobregat en un principio era de carácter provisional según fuentes locales, pero lleva 27 años en funcionamiento, desde los juegos olímpicos de Barcelona 1992. En dicha rotonda se reúne el tráfico de la C-245 y la C-32. A su vez, la C-245 recoge tráfico de la A-2 y BV-2002 que tiene como origen o destino la C-32, provocando embotellamientos. Las fechas de finalización de la obra una vez iniciada han sufrido retrasos por los parones.
Distintos grupos ciclistas (Club Ciclista Sant Joan Despí y Baix Bici) han comunicado su descontento con el trato de la bicicleta en el contexto de la C-245 y los planes de obras presentados y ejecutados relacionados con la misma, alegando el trato de la bicicleta como un transporte accesorio infravalorando su crecimiento potencial. Por ello, junto con la Coordinadora Catalana d'Usuaris de la Bicicleta han llevado al terreno a regidores, técnicos de medio ambiente, representantes del Consell Comarcal, diputados del parlamento español y la directora de calidad del aire de Cataluña. Estos colectivos ciclistas presentaron un trazado para bicicleta entre San Baudilio de Llobregat y Cornellá de Llobregat que ellos consideran adecuado para el uso de la bicicleta. Las modificaciones proponen desplazar la glorieta de la C-245 que conecta con Cornellá unos 15 metros para permitir un carril bici segregado alrededor de la misma. También especificaron un recorrido de carril bici segregado de la carretera.